# Liezel Huber
Liezel Huber (Durban, 21. kolovoza 1976.) je profesionalna tenisačica koja kao naturalizirani građanin živi i natječe se za SAD, od srpnja 2007. U dobi od 15 godina, preselila se u Sjedinjene Države iz Južnoafričke Republike kako bi mogla trenirati na Van Der Meer Tennis akademiji.
Huber je osvojila četiri Grand Slam naslova u ženskim parovima s Carom Black, te jedan s Lisom Raymond, i dva naslova u mješovitim parovima s Bobom Bryanom. 12. studenog 2007., postala je svjetski broj 1 u parovima s Carom Black, a 19. travnja 2010. kao samostalna igračica ponovno je zasjela na prvo mjesto ljestvice.
Natjecala se za SAD u Pekingu 2008. u konkurenciji ženskih parova, zajedno s bivšim svjetskim brojem 1 (pojedinačno i parovi) Lindsay Davenport, no izgubile su četvrtzavršnici turnira.
U konkurenciji ženskih parova osvojila je 52 naslova u karijeri, a od 2005. dosegla je finala na sva četiri Grand Slama. Ostvarila je pobjede na tri od četiri velika turnira (1 Australian Open, 2 Wimbledona, 2 US Opena), a jedino nije uspjela slaviti na Roland Garrosu.

## Vanjska poveznica
- Profil na WTA